# Más Notícias
Más Notícias é uma obra de arte feita por Rodolfo Amoedo em 1895. Retrata uma mulher sentada em uma poltrona, com o olhar direcionado para a frente, encarando quem a observa. O quadro está localizado no Museu Nacional de Belas Artes e caracteriza-se por unir traços realistas de pintura e de outros movimentos nascentes no Brasil, como o simbolismo e o modernismo. A conexão de diversas influências fez com que esse quadro fosse interpretado como especialmente relevante para a história da arte brasileira.
Apresentada na Segunda Exposição Geral da Escola Nacional de Belas Artes (ENBA), a obra de Amoedo foi considerada fora dos cânones da pintura mais convencional e acadêmica. Foi celebrada pela crítica especializada por introduzir correntes artísticas novas ao Brasil, já em voga na Europa onde o artista havia estado alguns anos antes do lançamento, e realizar na arte uma investigação da psicologia feminina.
A pintura de Amoedo ainda se tornou a expressão de mudanças mais amplas na sociedade. Características da obra, como seu tamanho e tema, foram associadas ao fortalecimento da burguesia e a mudanças na relação entre arte e vida doméstica.

## Descrição
A pintura de Rodolfo Amoedo foi produzida com tinta a óleo, em 1895, no Rio de Janeiro. Suas medidas são: 100 centímetros de altura e 74 centímetros de largura. Tem no centro da composição a representação de uma mulher sentada em uma cadeira de madeira do tipo Savonarola; ela usa um vestido listrado em azul e branco, com mangas bufantes, que lhe cobre todo o corpo, com exceção da cabeça e dos antebraços. Há sobre o vestido um xale de renda, que cobre mas deixa transparecer os ombros da mulher. A roupa sugere que a mulher pertence a uma classe abastada e foi interpretada como uma estratégia do pintor para desvirtuar o corpo feminino, enclausurado em uma convenção social elegante. O vestido é composto em detalhes, com diversas texturas. A mulher porta nos punhos joias finas e douradas; não tem aliança. Foi sugerido que a pessoa retratada seja a cunhada do pintor, Maria de Morais.
O ambiente é doméstico e refinado. A mulher apoia o cotovelo esquerdo sobre uma almofada, que tem destaque na obra por conta de seu brilho. Atrás da personagem central, de seu lado direito, há parte de um painel, onde está retratada uma cena campestre, com aves e plantas, parcialmente ocultado pela lateral direita da poltrona. As técnicas utilizadas remetem a um padrão de representação oriental, assim como a almofada florida que cobre a lateral esquerda da cadeira na qual a mulher está sentada.
O fundo do lado esquerdo da personagem é escuro, o que dá à tela um efeito de exiguidade e proximidade com o espectador. Os elementos pictóricos são fragmentados, pois não se vê nenhum objeto ou mesmo a mulher por completo, o que reforça o ponto central da obra: o olhar. O fundo escuro atua simbolicamente como uma moldura à cabeça, dando mais expressividade à tela.
A personagem parece encarar o observador. Sua atitude foi descrita como desafiadora, enigmática, raivosa, perturbada, contrariada e angustiada. Em sua mão direita, segura um papel amassado, assemelhado a uma carta. A cadeira rígida, na qual a mulher senta torta, acentua a tensão da cena e a sensação de desconforto. Sua expressão e o fato de amassar o papel indicam que o conteúdo da carta que leu traz as más notícias que nomeiam a pintura.
A assinatura do artista está no canto direito inferior. Está acompanhada da informação "Rio, 1895".

## Contexto
Rodolfo Amoedo pintou Más Notícias num período de importantes transformações sociais, que buscou incorporar em sua pintura.  No mundo do fim do século XIX, ocorreu a consolidação da burguesia industrial como classe dominante e a ascensão do positivismo como corrente direcionada ao progresso científico. No Brasil, além do fortalecimento da economia cafeeira, especialmente em São Paulo, havia crescente pressão social e política em prol do republicanismo e da abolição da escravidão. As mudanças sociais da segunda metade do século XIX estiveram associadas a transformações no ambiente artístico da pintura, que influenciaram no geral a arte brasileira e, especificamente, Amoedo. Dentre essas transformações estão o aumento da procura no mercado por obras de proporções menores, para a decoração doméstica, e a ampliação da comunicação de massa, com espaços importantes para a crítica de arte. A obra de Amoedo foi mencionada em diversos textos jornalísticos, na cobertura da Segunda Exposição Geral da ENBA, onde a obra foi lançada. À época, ele já era um artista consagrado, além de vice-diretor da escola, e, por isso, atraiu a atenção da imprensa. Além de Más Notícias apresentou outras três obras na exposição: Passeio Matinal, Refeição Matinal e Melancolia, que à época receberam críticas negativas e das quais não se sabe o paradeiro.
Outra transformação no ambiente artístico que influenciou a obra de Amoedo foi a consolidação do realismo, com ênfase na representação do tempo presente. Em contraposição à pintura histórica ou acadêmica, a representação dominante na pintura realista era a de personagens anônimas, como os burgueses e os trabalhadores que viviam na cidade e no campo, em situações cotidianas, como o instante após a leitura de uma carta, tal qual Más Notícias. A consolidação do realismo no Brasil deu-se num contexto de crise institucional do circuito das artes, na medida em que a liderança da Academia Imperial de Belas Artes (AIBA), a principal escola de pintura brasileira, recusava a adoção de novas técnicas de pinturas e era alvo do descontentamento de artistas pela falta de liberdade para a criação. Esse descontentamento levou à fundação da ENBA, em 1890, na qual Amoedo esteve engajado.
A representação feminina tinha sucesso no mercado mundial da pintura, em especial em Paris, onde Amoedo esteve de 1879 a 1887 e durante uma viagem no início dos anos 1890, alguns anos antes da Segunda Exposição. Eram artistas aclamados nesse tipo de pintura: Alexandre Cabanel, Paul Baudry e John Singer Sargent. Foram identificadas similaridades entre alguns dos retratos desses pintores e Más Notícias, como a representação doméstica, a exiguidade na composição, o olhar interpelador da mulher e os detalhes nas vestimentas. No Brasil, também produziram obras com as características desse tipo de retrato feminino: Belmiro de Almeida com Amuada (1906) e com A Má Notícia, e Maria Pardos com Má Notícia — esta uma aluna de Amoedo. Apesar dessas pinturas, foi notado que a representação da mulher em ambiente social e doméstico era rara na pintura brasileira do século XIX, um contraste com o fato de ser tema comum na literatura.

## Análise

Saudades (1899), de Almeida Júnior, traz assim como Más Notícias a combinação entre o registro doméstico, próprio ao realismo, e a narrativa subjetiva, alinhada ao simbolismo.

Apesar de associada a um tipo de representação comum na virada do século XIX ao século seguinte, a obra Más Notícias destaca-se pela significação da feminilidade. A mulher retratada por Amoedo é ao mesmo tempo introspectiva e desafiadora e colocá-la em evidência no centro da tela foi interpretado como uma forma de expressar a visibilidade social que as mulheres começavam a receber.
Se por um lado elementos de Más Notícias associam-na à corrente realista, a representação da psicologia feminina, com destaque para a ambiguidade emocional da personagem no centro da tela, aproximam-na do movimento simbolista, que, em reação ao culto da ciência e do progresso da sociedade burguesa, pregava a investigação da subjetividade. Assim, Amoedo retrata não apenas o interior de uma casa burguesa ou uma cena cotidiana, mas uma narrativa em suspenso e envolvente, cujo sentido é recuperado por fragmentos de informação, como o olhar, a carta amassada e o título da obra. Amoedo combinou elementos realistas e simbolistas em outras obras, como Figura Feminina de Vermelho à Janela (sem data), Mulher (sem data), Retrato de Adelaide Amoedo aos Vinte Anos (1892) e Recordação (1900). A combinação de realismo e simbolismo foi ainda marcante em pinturas de Eliseu Visconti e Almeida Júnior, contemporâneos de Amoedo.
A narrativa de Más Notícias vai além da associação entre o título e o quadro, pois esta revela um enigma, levando o observador a questionar o que está escrito na carta e o que motivou a reação da mulher. A ambiguidade entre o realismo doméstico, a introspecção feminina e o suspense da situação foi entendida como uma estratégia para despertar o interesse do público.
O clímax na obra de Amoedo é reforçado pela planaridade e exiguidade da cena representada, que por um lado aproxima o observador da mulher e por outro lado permite apenas identificar fragmentos dos objetos e da própria pessoa retratada. A estratégia estilística não era incomum na segunda metade do século XIX, sendo empregada, por exemplo, em Retrato de Émile Zola (1868), de Édouard Manet.
A estratégia cromática de Amoedo remete à sincronia artística de diversas correntes no circuito brasileiro à época. Na paleta de cores, há zonas sombrias, como o fundo e parte da poltrona, que destacam em tons vivos e brilhosos a figura principal e elementos decorativos, registrados com detalhe e clareza. As cores intensas reforçam a expressividade e significância da cena.
Para o historiador da arte Gonzaga Duque, em análise realizada dez anos após o lançamento de Más Notícias, a obra é "sincera, poderosa e dominadora", um “atestado das excepcionais qualidades do mestre, do seu vigor de pintar, da firmeza magistral do seu desenho, da limpeza de suas tintas e do poder expressivo da sua arte”. Na mesma análise, Duque descreveu a cena da obra de Amoedo:
essa bela mulher, senhora de lindas vestes e mais lindos olhos, umedecidos de lágrimas, diabolicamente negros, é um flagrante da alma feminina, um instantâneo maravilhoso do tormento de um coração que a carta, amarrotada nas suas lindas garras de airosa dama, senão de deusa contrariada, acaba de sangrar.— 

## Recepção e impacto

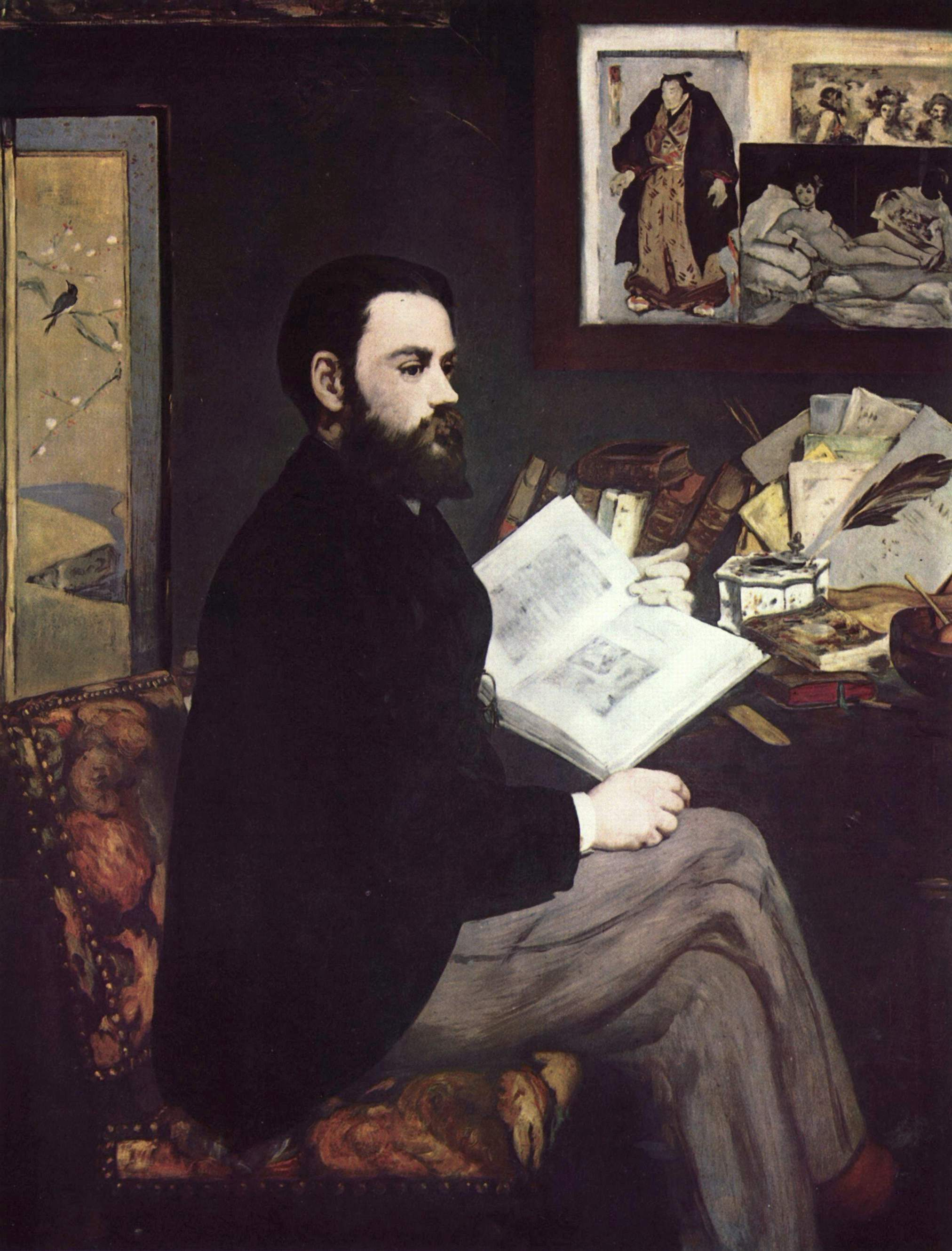
Retrato de Émile Zola (1868), de Édouard Manet, em que a composição é marcada por planaridade e exiguidade, como Más Notícias.

A obra de Amoedo foi lançada na Segunda Exposição Geral da ENBA, em 31 de agosto de 1895, e no mesmo ano adquirida pela Escola Nacional de Belas Artes.  Recebeu críticas geralmente positivas da imprensa de arte à época. Um crítico afirmou que Más Notícias "está desenhado e pintado por mão de mestre" e que "os menores detalhes revelam um artista senhor de sua arte". Outro jornalista afirmou ter se impressionado com a pintura de Amoedo: "a expressão dos olhos daquela figura de moça tão humana, e tão bela, deslumbra logo, faz parar o espírito do observador num detalhado exame". Más Notícias foi considerada numa das resenhas de jornal "o melhor trabalho que o ilustre artista expõe este ano", pois "a figura apresenta-se bem, parecendo mais um retrato do que um quadro de gênero" e "a almofada e o vestido são bem pintados", apesar de ser notado que a cabeça da personagem central era "um tanto dura".
Além disso, Más Notícias foi contraposta às outras obras apresentadas por Amoedo na exposição. Passeio Matinal e Raio de Sol foram consideradas obras ruins, cujo "tom cru das cores [...] fere a vista". O quadro Refeição Matinal foi descrito como "defeituosíssimo no desenho das mãos, falsamente artificioso no sombreado das faces e duramente recortado". Em contraposição à "lista de desastres" como disse um crítico sobre obras de Amoedo na exposição, Más Notícias foi considerado um bom retrato:
É uma formosa mulher que amarrota a carta recentemente lida. Poder-se-á dizer que é lenço, e não carta; porém o tecido admiravelmente retratado do vestido, a almofada que ressalta e a expressão de carregada tristeza a ressumbrar do semblante por certo compensam qualquer outra imperfeição. Isto mostra que, quando consegue despender-se da sua ideia fixa e realmente quer ver o que tem ante si, como no caso do retrato pacientemente executado, o sr. Amoedo deixa de ser o degenerado colorista, o orgíaco de paleta e o desalmado açulador de cores enraivadas.— 
Posteriormente, Más Notícias foi celebrada por seu pioneirismo na modernização da arte brasileira. Em sua famosa crítica, Gonzaga Duque consagrou a obra e seu criador, destacando o inconformismo da arte de Amoedo ante as convenções da pintura acadêmica. Assim, diz o crítico, "a evolução do seu espírito [...] conduziu-o a uma arte finalmente expressiva e menos materialista, em que exsudava a dominante de suas predileções consubstanciadas num requinte mundano de existência [...], um certo epicurismo elegante, [...] fortemente abalado por crises sentimentais, de fundo atávico". A atitude independente de Amoedo em expressar sua subjetividade artística e liberdade criativa fizeram com que Más Notícias fosse interpretada como versátil e precursora do modernismo no país. Por caracterizar um contexto artístico em transição, a obra de Amoedo foi interpretada como um dos marcos na história da arte no Brasil.
Destoa dessa análise geralmente positiva a apreciação de Frederico Barata, para quem as obras de Amoedo após seu regresso da França, nas quais se inclui Más Notícias, são menos relevantes do que as de sua juventude, tendo o artista tido um "apogeu precoce".